# Michele Lupo (scrittore)
Michele Lupo (Buenos Aires, 15 luglio 1961) è uno scrittore italiano.
Dopo il saggio critico su Boccaccio Elementi carnevaleschi nel Decameron (Loffredo Editore, 1992), è successivamente approdato alla narrativa con numerosi racconti apparsi su varie riviste italiane e con il romanzo L'onda sulla pellicola (Besa Editrice, 2003), di forte impronta satirico-grottesca. I fuoriusciti è il titolo della raccolta di racconti per i tipi della Stilo Editrice (2010); ha per protagonista una variegata umanità che vive ai margini delle consuetudini sociali. Nel 2015 Epika pubblica il romanzo breve Io sono la montagna, ben accolto dalla critica. Lupo scrive per diversi siti letterari e ha recensito poco meno di un migliaio di libri .